# 福岡県道・熊本県道126号大牟田荒尾線
福岡県道・熊本県道126号大牟田荒尾線（ふくおかけんどう・くまもとけんどう126ごう おおむたあらおせん）は、福岡県大牟田市から熊本県荒尾市に至る一般県道である。

## 概要
福岡県大牟田市白金町から熊本県荒尾市荒尾に至る。起点から四ツ山交差点の2.1 km間は国道389号（国道501号重複）と重複する。
四ツ山交差点において、かつては有明海側にある旧道が国道389号（国道501号重複）に指定され、当県道はそのまま片側2車線で道なりのルート（通称「十三間道路」）をとっていた。2009年（平成21年）4月1日に国道の区域が変更され、十三間道路が国道389号（国道501号重複）との重複となる一方、旧道の国道指定が解除されて当県道の支線となった。さらに、2010年（平成22年）3月31日には旧道の県道指定が解除された。

### 路線データ
- 起点：福岡県大牟田市白金町（白金2交差点、国道389号・国道501号上）
- 終点：熊本県荒尾市荒尾（荒尾市本村交差点、国道208号交点）

## 歴史
- 2009年（平成21年）4月1日 - 福岡県告示第631号により、国道389号（国道501号重複）の区域が変更され、十三間道路が国道389号（国道501号重複）との重複区間になる[1]。
- 2010年（平成22年）3月31日 - 福岡県告示第616号により、旧道の県道指定が解除される[2]。

## 路線状況

### 重複区間
- 国道389号・国道501号（福岡県大牟田市白金町・白金2交差点（起点） - 大牟田市三里町3丁目・四ツ山交差点：延長2.1 km[1][2]）
- 国道389号・国道501号（熊本県荒尾市荒尾 地内）

### 道路施設

#### 橋梁
- 福岡県
  - 祇園橋（諏訪川、大牟田市、国道389号・国道501号重複区間内）
- 熊本県
  - 角田橋（浦川、荒尾市）

## 地理

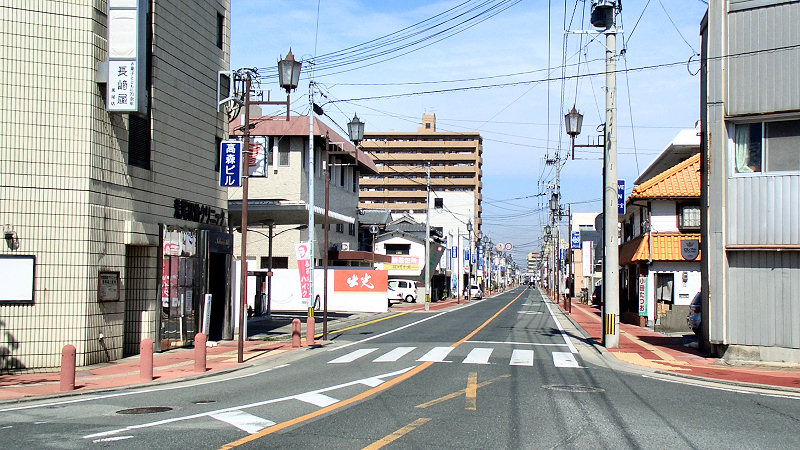
荒尾駅前付近の様子

### 通過する自治体
- 福岡県
  - 大牟田市
- 熊本県
  - 荒尾市

### 交差する道路
| 交差する道路                                  | 都道府県名 | 市町村名 | 交差する場所 | 交差する場所            |
| --------------------------------------------- | ---------- | -------- | ------------ | ----------------------- |
| 国道389号 重複区間起点 国道501号 重複区間起点 | 福岡県     | 大牟田市 | 白金町       | 白金2交差点 / 起点      |
| 福岡県道789号一部三川線                       | 福岡県     | 大牟田市 | 三川町1丁目  | 三川町1丁目交差点       |
| 福岡県道736号三池港線 福岡県道787号勝立三川線 | 福岡県     | 大牟田市 | 三里町2丁目  | 三里町2丁目交差点       |
| 国道389号 重複区間終点 国道501号 重複区間終点 | 福岡県     | 大牟田市 | 三里町3丁目  | 四ツ山交差点            |
| 国道389号 重複区間終点 国道501号 重複区間終点 | 熊本県     | 荒尾市   | 四ツ山       | 四ツ山交差点            |
| 国道389号 重複区間起点 国道501号 重複区間起点 | 熊本県     | 荒尾市   | 荒尾         |                         |
| 国道389号 重複区間終点 国道501号 重複区間終点 | 熊本県     | 荒尾市   | 荒尾         | 市屋交差点              |
| 国道208号                                     | 熊本県     | 荒尾市   | 荒尾         | 荒尾市本村交差点 / 終点 |

### 交差する鉄道
- 鹿児島本線

### 沿線
- 三池港
- JR九州鹿児島本線 荒尾駅
- 荒尾競馬場
- 荒尾市役所